# Duchesnea indica
Duchesnea indica là loài thực vật có hoa trong họ Hoa hồng. Loài này được (Andrews) Focke mô tả khoa học đầu tiên năm 1888.

## Hình ảnh

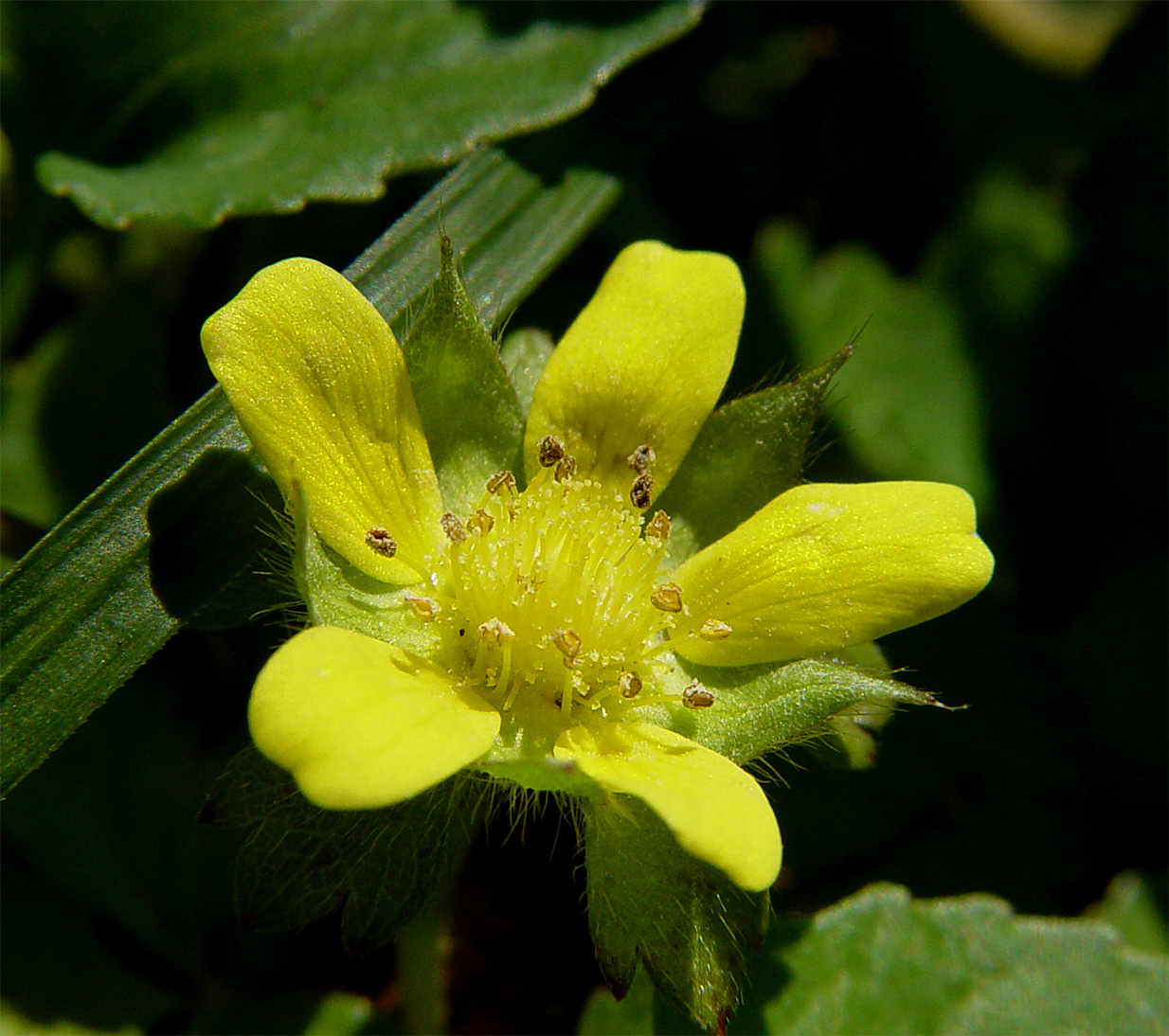
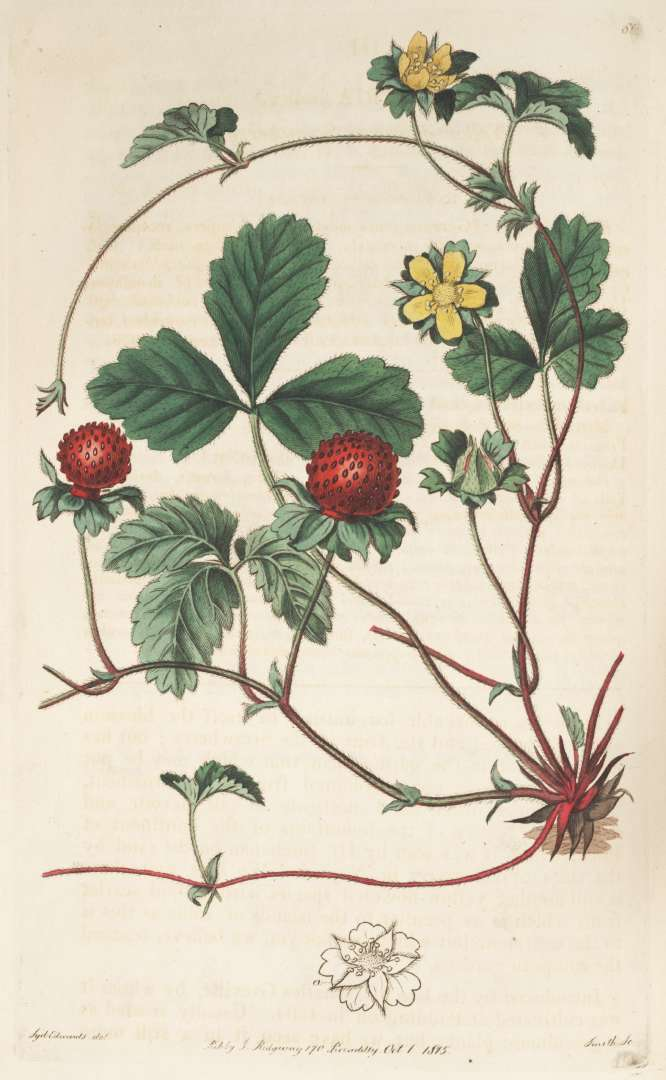
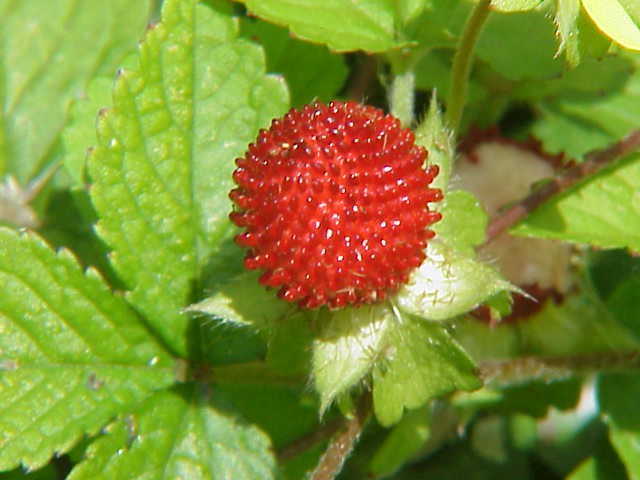
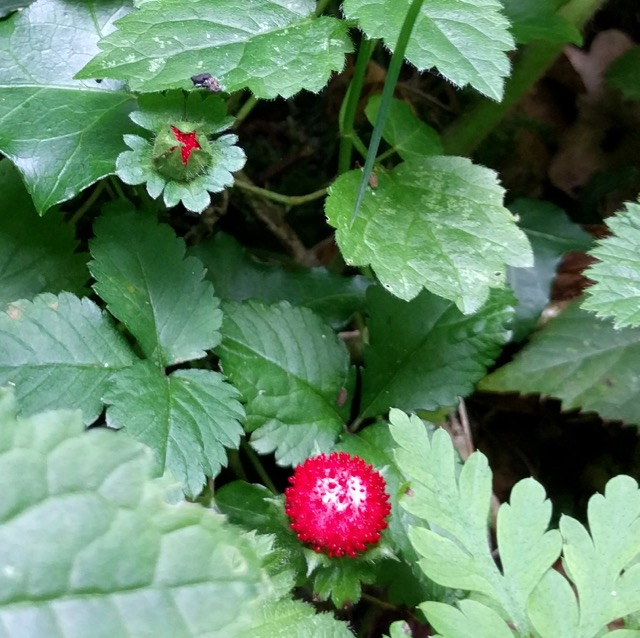